# Georg Marco
Georg Marco (Černivci, 29 novembre 1863 – Vienna, 29 agosto 1923) è stato uno scacchista e compositore di scacchi romeno.
Giornalista di professione, si stabilì presto a Vienna, dove diresse la rivista Wiener Schachzeitung dal 1898 al 1916. Di grande corporatura, ottenne risultati buoni in diversi tornei ma non sempre proporzionati alla sua notevole statura. Scrisse molti libri sui tornei del periodo 1900-1915: Vienna 1903, Barmen 1905, Vienna 1908, match per il titolo mondiale Lasker–Tarrasch 1908, Baden 1914, Vienna 1915.
Compose alcuni problemi e insieme a Eduard Mazel scrisse nel 1924 un libro sui problemi, « Meisters des Problems ».

## Principali risultati
- 1º a Vienna 1891
- 4º a Dresda 1892
- 2º a Presburgo 1894
- 1º a Vienna 1895
- 17º su 22 giocatori nel torneo di Hastings 1895
- 3º a Vienna 1897
- 3º a Vienna 1903 (torneo sui gambetti)
- 6º a Monte Carlo 1903, davanti a Marshall, Mieses e altri sei maestri
- 4º a Cambridge Springs e a Coburgo 1904
- 2º a Mosca 1907
- 3º a Stoccolma 1912 (vinto da Alechin)
- 4º a Budapest 1913
- 4º a Vienna 1915

Disputò diversi incontri: vinse con Johann Bauer nel 1890 e con Adolf Albin nel 1901 (+4 –2 =4); pareggiò due volte con Carl Schlechter, (+0 –0 =10) nel 1903 e (+4 –4 =3) nel 1904; perse con Max Weiss nel 1895 (+1 –5 =1).

## Alcune partite di Georg Marco
- Marco–Tarrasch, Budapest 1896 – Spagnola, var. Bird
- Marco–Marshall, Monte Carlo 1902 – Spagnola, gambetto Jaenisch
- Marco–Maroczy, Ostenda 1905 – Siciliana, var. Kan
- Marco–Réti, Budapest 1913 – Francese, var. Rubinstein

## Compositore
Marco compose anche qualche problema. Ne vediamo qui un esempio: 
|   | a | b | c | d | e | f | g | h |   |
| 8 | d8 alfiere del bianco · d7 cavallo del bianco · h7 pedone del nero · d6 pedone del nero · b5 pedone del bianco · d5 re del nero · f5 pedone del bianco · h5 pedone del bianco · c3 pedone del nero · d3 re del bianco · c2 pedone del bianco | d8 alfiere del bianco · d7 cavallo del bianco · h7 pedone del nero · d6 pedone del nero · b5 pedone del bianco · d5 re del nero · f5 pedone del bianco · h5 pedone del bianco · c3 pedone del nero · d3 re del bianco · c2 pedone del bianco | d8 alfiere del bianco · d7 cavallo del bianco · h7 pedone del nero · d6 pedone del nero · b5 pedone del bianco · d5 re del nero · f5 pedone del bianco · h5 pedone del bianco · c3 pedone del nero · d3 re del bianco · c2 pedone del bianco | d8 alfiere del bianco · d7 cavallo del bianco · h7 pedone del nero · d6 pedone del nero · b5 pedone del bianco · d5 re del nero · f5 pedone del bianco · h5 pedone del bianco · c3 pedone del nero · d3 re del bianco · c2 pedone del bianco | d8 alfiere del bianco · d7 cavallo del bianco · h7 pedone del nero · d6 pedone del nero · b5 pedone del bianco · d5 re del nero · f5 pedone del bianco · h5 pedone del bianco · c3 pedone del nero · d3 re del bianco · c2 pedone del bianco | d8 alfiere del bianco · d7 cavallo del bianco · h7 pedone del nero · d6 pedone del nero · b5 pedone del bianco · d5 re del nero · f5 pedone del bianco · h5 pedone del bianco · c3 pedone del nero · d3 re del bianco · c2 pedone del bianco | d8 alfiere del bianco · d7 cavallo del bianco · h7 pedone del nero · d6 pedone del nero · b5 pedone del bianco · d5 re del nero · f5 pedone del bianco · h5 pedone del bianco · c3 pedone del nero · d3 re del bianco · c2 pedone del bianco | d8 alfiere del bianco · d7 cavallo del bianco · h7 pedone del nero · d6 pedone del nero · b5 pedone del bianco · d5 re del nero · f5 pedone del bianco · h5 pedone del bianco · c3 pedone del nero · d3 re del bianco · c2 pedone del bianco | 8 |
| 7 | d8 alfiere del bianco · d7 cavallo del bianco · h7 pedone del nero · d6 pedone del nero · b5 pedone del bianco · d5 re del nero · f5 pedone del bianco · h5 pedone del bianco · c3 pedone del nero · d3 re del bianco · c2 pedone del bianco | d8 alfiere del bianco · d7 cavallo del bianco · h7 pedone del nero · d6 pedone del nero · b5 pedone del bianco · d5 re del nero · f5 pedone del bianco · h5 pedone del bianco · c3 pedone del nero · d3 re del bianco · c2 pedone del bianco | d8 alfiere del bianco · d7 cavallo del bianco · h7 pedone del nero · d6 pedone del nero · b5 pedone del bianco · d5 re del nero · f5 pedone del bianco · h5 pedone del bianco · c3 pedone del nero · d3 re del bianco · c2 pedone del bianco | d8 alfiere del bianco · d7 cavallo del bianco · h7 pedone del nero · d6 pedone del nero · b5 pedone del bianco · d5 re del nero · f5 pedone del bianco · h5 pedone del bianco · c3 pedone del nero · d3 re del bianco · c2 pedone del bianco | d8 alfiere del bianco · d7 cavallo del bianco · h7 pedone del nero · d6 pedone del nero · b5 pedone del bianco · d5 re del nero · f5 pedone del bianco · h5 pedone del bianco · c3 pedone del nero · d3 re del bianco · c2 pedone del bianco | d8 alfiere del bianco · d7 cavallo del bianco · h7 pedone del nero · d6 pedone del nero · b5 pedone del bianco · d5 re del nero · f5 pedone del bianco · h5 pedone del bianco · c3 pedone del nero · d3 re del bianco · c2 pedone del bianco | d8 alfiere del bianco · d7 cavallo del bianco · h7 pedone del nero · d6 pedone del nero · b5 pedone del bianco · d5 re del nero · f5 pedone del bianco · h5 pedone del bianco · c3 pedone del nero · d3 re del bianco · c2 pedone del bianco | d8 alfiere del bianco · d7 cavallo del bianco · h7 pedone del nero · d6 pedone del nero · b5 pedone del bianco · d5 re del nero · f5 pedone del bianco · h5 pedone del bianco · c3 pedone del nero · d3 re del bianco · c2 pedone del bianco | 7 |
| 6 | d8 alfiere del bianco · d7 cavallo del bianco · h7 pedone del nero · d6 pedone del nero · b5 pedone del bianco · d5 re del nero · f5 pedone del bianco · h5 pedone del bianco · c3 pedone del nero · d3 re del bianco · c2 pedone del bianco | d8 alfiere del bianco · d7 cavallo del bianco · h7 pedone del nero · d6 pedone del nero · b5 pedone del bianco · d5 re del nero · f5 pedone del bianco · h5 pedone del bianco · c3 pedone del nero · d3 re del bianco · c2 pedone del bianco | d8 alfiere del bianco · d7 cavallo del bianco · h7 pedone del nero · d6 pedone del nero · b5 pedone del bianco · d5 re del nero · f5 pedone del bianco · h5 pedone del bianco · c3 pedone del nero · d3 re del bianco · c2 pedone del bianco | d8 alfiere del bianco · d7 cavallo del bianco · h7 pedone del nero · d6 pedone del nero · b5 pedone del bianco · d5 re del nero · f5 pedone del bianco · h5 pedone del bianco · c3 pedone del nero · d3 re del bianco · c2 pedone del bianco | d8 alfiere del bianco · d7 cavallo del bianco · h7 pedone del nero · d6 pedone del nero · b5 pedone del bianco · d5 re del nero · f5 pedone del bianco · h5 pedone del bianco · c3 pedone del nero · d3 re del bianco · c2 pedone del bianco | d8 alfiere del bianco · d7 cavallo del bianco · h7 pedone del nero · d6 pedone del nero · b5 pedone del bianco · d5 re del nero · f5 pedone del bianco · h5 pedone del bianco · c3 pedone del nero · d3 re del bianco · c2 pedone del bianco | d8 alfiere del bianco · d7 cavallo del bianco · h7 pedone del nero · d6 pedone del nero · b5 pedone del bianco · d5 re del nero · f5 pedone del bianco · h5 pedone del bianco · c3 pedone del nero · d3 re del bianco · c2 pedone del bianco | d8 alfiere del bianco · d7 cavallo del bianco · h7 pedone del nero · d6 pedone del nero · b5 pedone del bianco · d5 re del nero · f5 pedone del bianco · h5 pedone del bianco · c3 pedone del nero · d3 re del bianco · c2 pedone del bianco | 6 |
| 5 | d8 alfiere del bianco · d7 cavallo del bianco · h7 pedone del nero · d6 pedone del nero · b5 pedone del bianco · d5 re del nero · f5 pedone del bianco · h5 pedone del bianco · c3 pedone del nero · d3 re del bianco · c2 pedone del bianco | d8 alfiere del bianco · d7 cavallo del bianco · h7 pedone del nero · d6 pedone del nero · b5 pedone del bianco · d5 re del nero · f5 pedone del bianco · h5 pedone del bianco · c3 pedone del nero · d3 re del bianco · c2 pedone del bianco | d8 alfiere del bianco · d7 cavallo del bianco · h7 pedone del nero · d6 pedone del nero · b5 pedone del bianco · d5 re del nero · f5 pedone del bianco · h5 pedone del bianco · c3 pedone del nero · d3 re del bianco · c2 pedone del bianco | d8 alfiere del bianco · d7 cavallo del bianco · h7 pedone del nero · d6 pedone del nero · b5 pedone del bianco · d5 re del nero · f5 pedone del bianco · h5 pedone del bianco · c3 pedone del nero · d3 re del bianco · c2 pedone del bianco | d8 alfiere del bianco · d7 cavallo del bianco · h7 pedone del nero · d6 pedone del nero · b5 pedone del bianco · d5 re del nero · f5 pedone del bianco · h5 pedone del bianco · c3 pedone del nero · d3 re del bianco · c2 pedone del bianco | d8 alfiere del bianco · d7 cavallo del bianco · h7 pedone del nero · d6 pedone del nero · b5 pedone del bianco · d5 re del nero · f5 pedone del bianco · h5 pedone del bianco · c3 pedone del nero · d3 re del bianco · c2 pedone del bianco | d8 alfiere del bianco · d7 cavallo del bianco · h7 pedone del nero · d6 pedone del nero · b5 pedone del bianco · d5 re del nero · f5 pedone del bianco · h5 pedone del bianco · c3 pedone del nero · d3 re del bianco · c2 pedone del bianco | d8 alfiere del bianco · d7 cavallo del bianco · h7 pedone del nero · d6 pedone del nero · b5 pedone del bianco · d5 re del nero · f5 pedone del bianco · h5 pedone del bianco · c3 pedone del nero · d3 re del bianco · c2 pedone del bianco | 5 |
| 4 | d8 alfiere del bianco · d7 cavallo del bianco · h7 pedone del nero · d6 pedone del nero · b5 pedone del bianco · d5 re del nero · f5 pedone del bianco · h5 pedone del bianco · c3 pedone del nero · d3 re del bianco · c2 pedone del bianco | d8 alfiere del bianco · d7 cavallo del bianco · h7 pedone del nero · d6 pedone del nero · b5 pedone del bianco · d5 re del nero · f5 pedone del bianco · h5 pedone del bianco · c3 pedone del nero · d3 re del bianco · c2 pedone del bianco | d8 alfiere del bianco · d7 cavallo del bianco · h7 pedone del nero · d6 pedone del nero · b5 pedone del bianco · d5 re del nero · f5 pedone del bianco · h5 pedone del bianco · c3 pedone del nero · d3 re del bianco · c2 pedone del bianco | d8 alfiere del bianco · d7 cavallo del bianco · h7 pedone del nero · d6 pedone del nero · b5 pedone del bianco · d5 re del nero · f5 pedone del bianco · h5 pedone del bianco · c3 pedone del nero · d3 re del bianco · c2 pedone del bianco | d8 alfiere del bianco · d7 cavallo del bianco · h7 pedone del nero · d6 pedone del nero · b5 pedone del bianco · d5 re del nero · f5 pedone del bianco · h5 pedone del bianco · c3 pedone del nero · d3 re del bianco · c2 pedone del bianco | d8 alfiere del bianco · d7 cavallo del bianco · h7 pedone del nero · d6 pedone del nero · b5 pedone del bianco · d5 re del nero · f5 pedone del bianco · h5 pedone del bianco · c3 pedone del nero · d3 re del bianco · c2 pedone del bianco | d8 alfiere del bianco · d7 cavallo del bianco · h7 pedone del nero · d6 pedone del nero · b5 pedone del bianco · d5 re del nero · f5 pedone del bianco · h5 pedone del bianco · c3 pedone del nero · d3 re del bianco · c2 pedone del bianco | d8 alfiere del bianco · d7 cavallo del bianco · h7 pedone del nero · d6 pedone del nero · b5 pedone del bianco · d5 re del nero · f5 pedone del bianco · h5 pedone del bianco · c3 pedone del nero · d3 re del bianco · c2 pedone del bianco | 4 |
| 3 | d8 alfiere del bianco · d7 cavallo del bianco · h7 pedone del nero · d6 pedone del nero · b5 pedone del bianco · d5 re del nero · f5 pedone del bianco · h5 pedone del bianco · c3 pedone del nero · d3 re del bianco · c2 pedone del bianco | d8 alfiere del bianco · d7 cavallo del bianco · h7 pedone del nero · d6 pedone del nero · b5 pedone del bianco · d5 re del nero · f5 pedone del bianco · h5 pedone del bianco · c3 pedone del nero · d3 re del bianco · c2 pedone del bianco | d8 alfiere del bianco · d7 cavallo del bianco · h7 pedone del nero · d6 pedone del nero · b5 pedone del bianco · d5 re del nero · f5 pedone del bianco · h5 pedone del bianco · c3 pedone del nero · d3 re del bianco · c2 pedone del bianco | d8 alfiere del bianco · d7 cavallo del bianco · h7 pedone del nero · d6 pedone del nero · b5 pedone del bianco · d5 re del nero · f5 pedone del bianco · h5 pedone del bianco · c3 pedone del nero · d3 re del bianco · c2 pedone del bianco | d8 alfiere del bianco · d7 cavallo del bianco · h7 pedone del nero · d6 pedone del nero · b5 pedone del bianco · d5 re del nero · f5 pedone del bianco · h5 pedone del bianco · c3 pedone del nero · d3 re del bianco · c2 pedone del bianco | d8 alfiere del bianco · d7 cavallo del bianco · h7 pedone del nero · d6 pedone del nero · b5 pedone del bianco · d5 re del nero · f5 pedone del bianco · h5 pedone del bianco · c3 pedone del nero · d3 re del bianco · c2 pedone del bianco | d8 alfiere del bianco · d7 cavallo del bianco · h7 pedone del nero · d6 pedone del nero · b5 pedone del bianco · d5 re del nero · f5 pedone del bianco · h5 pedone del bianco · c3 pedone del nero · d3 re del bianco · c2 pedone del bianco | d8 alfiere del bianco · d7 cavallo del bianco · h7 pedone del nero · d6 pedone del nero · b5 pedone del bianco · d5 re del nero · f5 pedone del bianco · h5 pedone del bianco · c3 pedone del nero · d3 re del bianco · c2 pedone del bianco | 3 |
| 2 | d8 alfiere del bianco · d7 cavallo del bianco · h7 pedone del nero · d6 pedone del nero · b5 pedone del bianco · d5 re del nero · f5 pedone del bianco · h5 pedone del bianco · c3 pedone del nero · d3 re del bianco · c2 pedone del bianco | d8 alfiere del bianco · d7 cavallo del bianco · h7 pedone del nero · d6 pedone del nero · b5 pedone del bianco · d5 re del nero · f5 pedone del bianco · h5 pedone del bianco · c3 pedone del nero · d3 re del bianco · c2 pedone del bianco | d8 alfiere del bianco · d7 cavallo del bianco · h7 pedone del nero · d6 pedone del nero · b5 pedone del bianco · d5 re del nero · f5 pedone del bianco · h5 pedone del bianco · c3 pedone del nero · d3 re del bianco · c2 pedone del bianco | d8 alfiere del bianco · d7 cavallo del bianco · h7 pedone del nero · d6 pedone del nero · b5 pedone del bianco · d5 re del nero · f5 pedone del bianco · h5 pedone del bianco · c3 pedone del nero · d3 re del bianco · c2 pedone del bianco | d8 alfiere del bianco · d7 cavallo del bianco · h7 pedone del nero · d6 pedone del nero · b5 pedone del bianco · d5 re del nero · f5 pedone del bianco · h5 pedone del bianco · c3 pedone del nero · d3 re del bianco · c2 pedone del bianco | d8 alfiere del bianco · d7 cavallo del bianco · h7 pedone del nero · d6 pedone del nero · b5 pedone del bianco · d5 re del nero · f5 pedone del bianco · h5 pedone del bianco · c3 pedone del nero · d3 re del bianco · c2 pedone del bianco | d8 alfiere del bianco · d7 cavallo del bianco · h7 pedone del nero · d6 pedone del nero · b5 pedone del bianco · d5 re del nero · f5 pedone del bianco · h5 pedone del bianco · c3 pedone del nero · d3 re del bianco · c2 pedone del bianco | d8 alfiere del bianco · d7 cavallo del bianco · h7 pedone del nero · d6 pedone del nero · b5 pedone del bianco · d5 re del nero · f5 pedone del bianco · h5 pedone del bianco · c3 pedone del nero · d3 re del bianco · c2 pedone del bianco | 2 |
| 1 | d8 alfiere del bianco · d7 cavallo del bianco · h7 pedone del nero · d6 pedone del nero · b5 pedone del bianco · d5 re del nero · f5 pedone del bianco · h5 pedone del bianco · c3 pedone del nero · d3 re del bianco · c2 pedone del bianco | d8 alfiere del bianco · d7 cavallo del bianco · h7 pedone del nero · d6 pedone del nero · b5 pedone del bianco · d5 re del nero · f5 pedone del bianco · h5 pedone del bianco · c3 pedone del nero · d3 re del bianco · c2 pedone del bianco | d8 alfiere del bianco · d7 cavallo del bianco · h7 pedone del nero · d6 pedone del nero · b5 pedone del bianco · d5 re del nero · f5 pedone del bianco · h5 pedone del bianco · c3 pedone del nero · d3 re del bianco · c2 pedone del bianco | d8 alfiere del bianco · d7 cavallo del bianco · h7 pedone del nero · d6 pedone del nero · b5 pedone del bianco · d5 re del nero · f5 pedone del bianco · h5 pedone del bianco · c3 pedone del nero · d3 re del bianco · c2 pedone del bianco | d8 alfiere del bianco · d7 cavallo del bianco · h7 pedone del nero · d6 pedone del nero · b5 pedone del bianco · d5 re del nero · f5 pedone del bianco · h5 pedone del bianco · c3 pedone del nero · d3 re del bianco · c2 pedone del bianco | d8 alfiere del bianco · d7 cavallo del bianco · h7 pedone del nero · d6 pedone del nero · b5 pedone del bianco · d5 re del nero · f5 pedone del bianco · h5 pedone del bianco · c3 pedone del nero · d3 re del bianco · c2 pedone del bianco | d8 alfiere del bianco · d7 cavallo del bianco · h7 pedone del nero · d6 pedone del nero · b5 pedone del bianco · d5 re del nero · f5 pedone del bianco · h5 pedone del bianco · c3 pedone del nero · d3 re del bianco · c2 pedone del bianco | d8 alfiere del bianco · d7 cavallo del bianco · h7 pedone del nero · d6 pedone del nero · b5 pedone del bianco · d5 re del nero · f5 pedone del bianco · h5 pedone del bianco · c3 pedone del nero · d3 re del bianco · c2 pedone del bianco | 1 |
|   | a | b | c | d | e | f | g | h |   |

Soluzione:
1. Ag5 !  zugzwang